# Port lotniczy Mbala
Port lotniczy Mbala (IATA: MMQ, ICAO: FLBA) – krajowy port lotniczy położony w Mbala, w Zambii.